# Stolp Vinarium
Stolp Vinarium (Vinarium Lendava, panonski svetilnik, pomurski Eifflov stolp) je razgledni stolp v Sloveniji, zgrajen leta 2015, ki v višino meri 53,5 metra. Nahaja se v Dolgovaških Goricah, sredi Lendavskih goric nad Lendavo na nadmorski višini 302 metra. Stolp, ki omogoča razgled v štiri države, sta projektirala Oskar Virag in Iztok Rajšter iz arhitekturnega biroja Vires. 
Stolp je kaj hitro postal najbolj obiskana turistična znamenitost v Prekmurju in tretja najbolj obiskana točka v Sloveniji.
Ob odprtju je bil najvišji razgledni stolp v Sloveniji, maja 2024 pa so za javnost odprli stolp Kristal v Rogaški Slatini, ki je nov najvišji razgledni stolp in hkrati najvišja stavba v Sloveniji.

## Zgodovina

### 2015: Otvoritev
2. septembra 2015 so stolp tudi uradno skupaj odprli minister za zunanje zadeve Karl Erjavec, lendavski župan Anton Balažek in madžarski gospodarski minister Mihaly Varga. Sprva ob otvoritvi so pričakovali 30–50 tisoč obiskovalcev letno, a so že v prvem letu delovanja krepko presegli te številke. Na leto ga namreč povprečno obišče skoraj 100 tisoč obiskovalcev.

### 2016: Prvih stotisoč obiskovalcev
5. oktobra 2016, po dobrem letu delovanja, se je z društvom upokojencev Bakovci na vrh stolpa povzpela 100.000 obiskovalka, upokojenka Olga Maučec. Podžupan občine Lendava Franc Horvath je ob današnjem dogodku med drugim dejal, da je razgledni stolp zgodba o uspehu in izvrsten arhitekturni in turistični projekt.

### 2017: Dvestotisoči obiskovalec
30. septembra 2017 je stolp sprejel že 200.000 obiskovalcev. Župan občine Lendava Anton Balažek je ob jubilejnem obiskovalcu dejal, da število obiskovalcev v prvih dveh letih močno presega načrtovanega.

### 2018: Tristotisoči obiskovalcec
3. novembra 2018 je stolp sprejel že tristotisočega obiskovalca, srečnež je bil Stjepan Križnik, ki je stolp obiskal v okviru sindikalnega izleta Steklarne Rogaška.

### 2019: Rekorden dnevni obisk
1. maja 2019 so na Vinariumu z 2.221 prodanimi vstopnicami dosegli dnevni rekord. V štirih letih, do konca avgusta, ga je obiskalo skupaj že več kot 375.000 obiskovalcev.

### 2020: Rekorden mesečni obisk
16. marca 2020, v štirih letih in pol, je stolp obiskalo skupaj 400.000 obiskovalcev. Nato je bil stolp zaradi korone zaprt do 23. maja, ko so ga ponovno odprli.
2. septembra 2020, na peto obletnico otvoritve, je stolp obiskalo skupaj že več kot 446.000 obiskovalcev. Avgust pa je bil najbolj obiskan mesec v zgodovini stolpa, saj so prodali 18.246 vstopnic.

### 2021: Polmilijonti obiskovalec
26. septembra 2021, je Rusinja, ki živi v Sloveniji postala jubilejna polmilijonta obiskovalka stolpa. Nagrado so jih podelili naslednji dan ob svetovnem dnevu turizma.

## Gradnja
Z gradnjo so začeli 13. januarja 2015, končali pa julija 2015. Glavni izvajalec je bil SGP Pomgrad d.d. v konzorciju s podjetjem Nafta strojna d.o.o. za jeklene konstrukcije in proizvajalcem Mobitex d.o.o. za izvedbo jeklene kostrukcije v okviru GOI del. Nadzornik je bilo podjetje Atrij d.o.o. iz Odrancev. Sprva je bil previdena še večja višina, a so se na koncu odločili za višino 53,5 metra.
Stolp je stal skoraj 1,8 milijona €, od tega je bilo 950.000 € iz evropskih sredstev, ostalo pa je prispevala Občina Lendava, ki je tudi lastnik tega stolpa.

### Arhitektura stolpa
| Tehnični podatki             | Tehnični podatki |
| ---------------------------- | ---------------- |
| višina špice                 | 53,5 metra       |
| višina strehe                | 46,5 metra       |
| višina observatorija         | 42 metrov        |
| najvišje nadstropje (kupola) | 38,5 metra       |
| število nadstropij           | 9 + pritličje    |
| nadmorska višina             | 302 m            |
| tlorisna pritličja           | 170 m2           |
| tlorisna prostornina         | 293 m3           |
| kapaciteta (obisk)           | 50               |
| št. vseh montažnih stopnic   | 240              |
| dvigalo                      | 1                |